# 217 Eudora
217 Eudora è un asteroide della fascia principale del diametro medio di circa 66,24 km. Scoperto nel 1880, presenta un'orbita caratterizzata da un semiasse maggiore pari a 2,8753965 UA e da un'eccentricità di 0,3033201, inclinata di 10,45824° rispetto all'eclittica.
Il suo nome è dedicato ad Eudora, una ninfa del gruppo delle Iadi.